# Groeneweg (Utrecht)
De Groeneweg is een straat in de Nederlandse stad Utrecht, die loopt vanaf de Vleutenseweg naar de Keulsekade. Zijstraten van de Groeneweg zijn de Surinamestraat, Soembawahof, Niasstraat, Celebesstraat, Molukkenstraat, Makassarstraat, Haroekoeplein en de Laan van Nieuw Guinea (deze kruist de Groeneweg). De Groeneweg is ongeveer 400 meter lang.

## Geschiedenis
Aan de Groeneweg 2 op de hoek van de Vleutenseweg zat vroeger de machinefabriek Jaffa (voorheen Louis Smulders & Co). Het biedt thans plaats aan een bedrijvencentrum en appartementen. Ook zat aan de Groeneweg 56 ooit de afdelingspost van de voormalige gemeentereiniging. Daarna heeft het nog dienstgedaan als brandweerkazerne en het Oosters badhuis Haman.

## Trivia
Er bestond in 2009 een plan voor het terrein aan de Groeneweg waar momenteel 2 supermarkten staan. Het plan omvatte een aantal winkels (tien à vijftien) met daarboven een aantal woningen (circa 125). Momenteel is er sprake van 139 appartementen die hier gebouwd gaan worden plus een aantal winkels onder de naam "Soho District". De naam van het project is vernoemd naar de gelijknamige wijk Soho in Londen.

## Fotogalerij

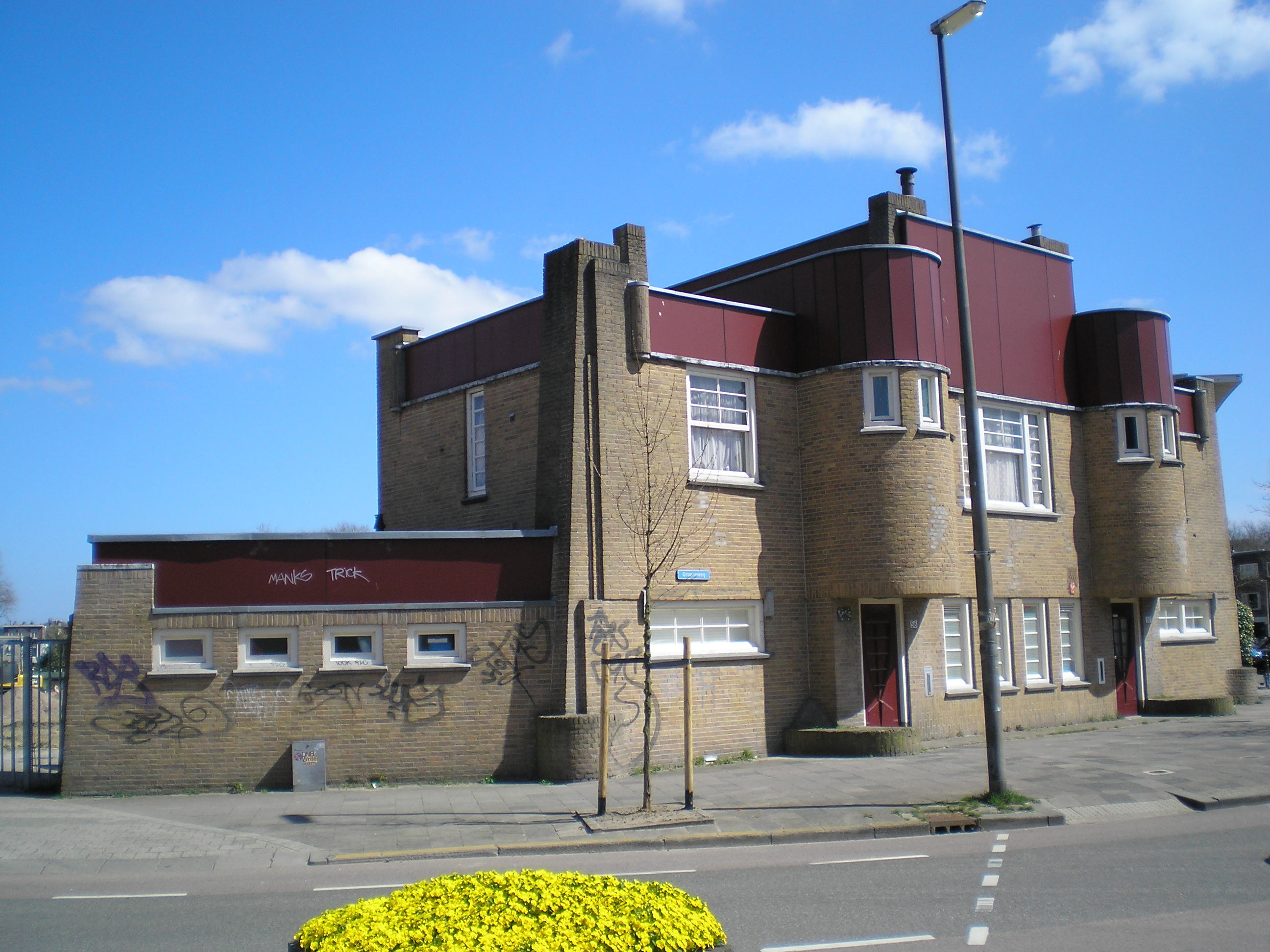
Afdelingspost van de voormalige Gemeentereiniging aan de Groeneweg 56
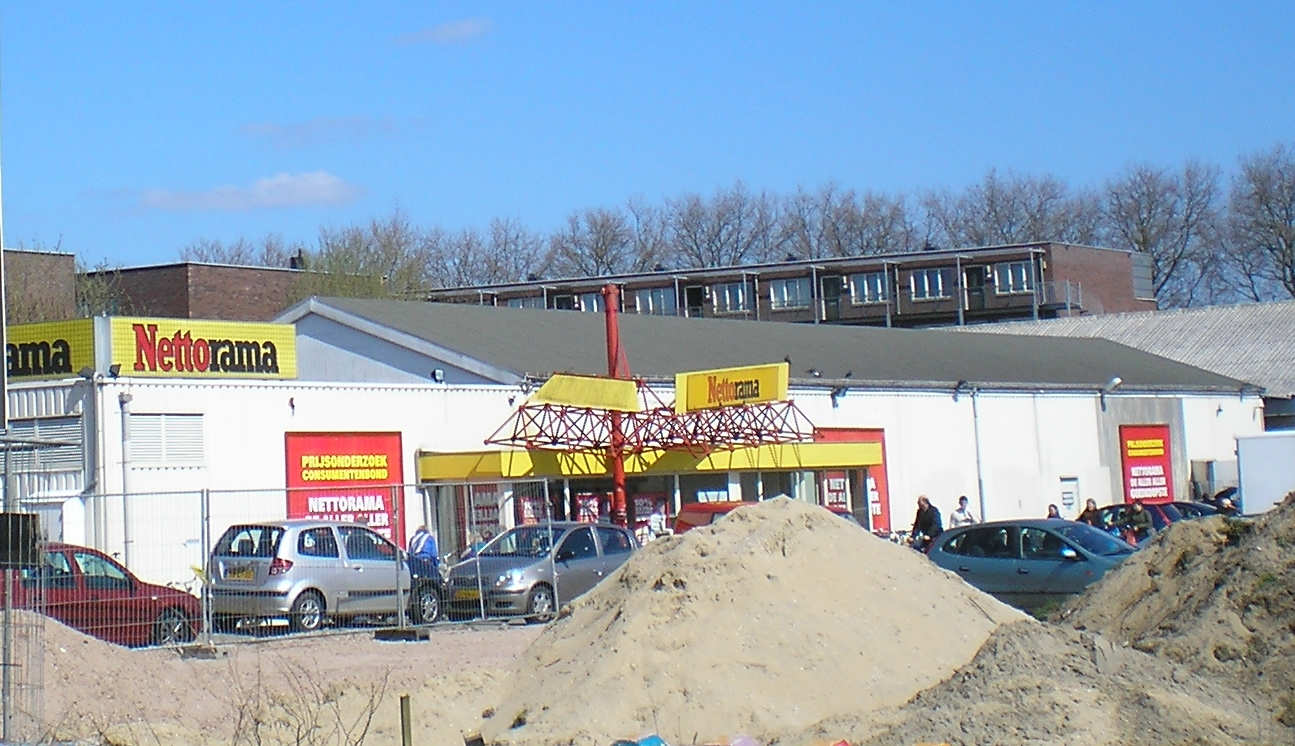
Nettorama aan de Groeneweg 50, ernaast worden 139 appartementen gebouwd.
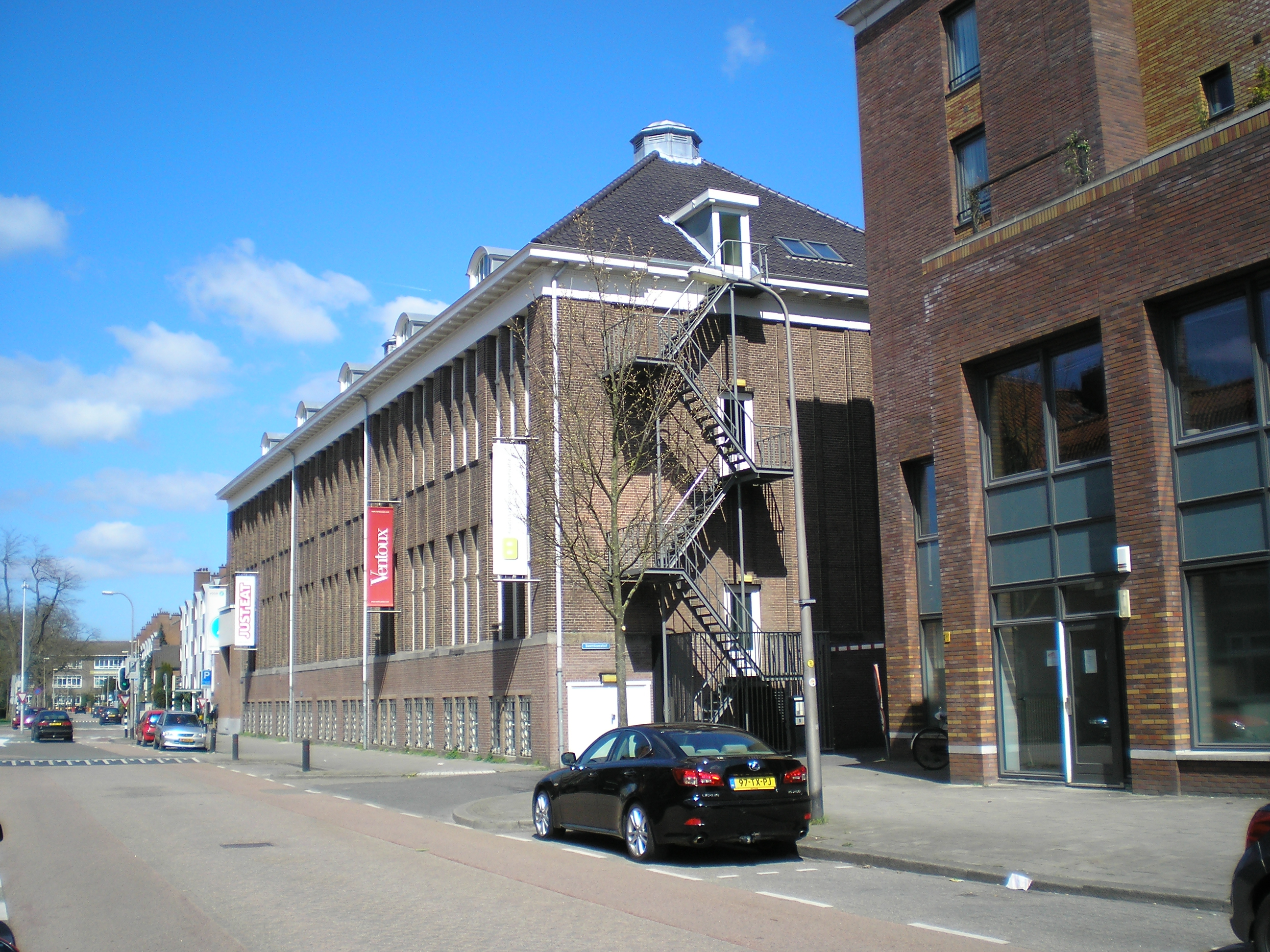
N.V. Machinefabriek Jaffa (voorheen Louis Smulders & Co) aan de Groeneweg 2
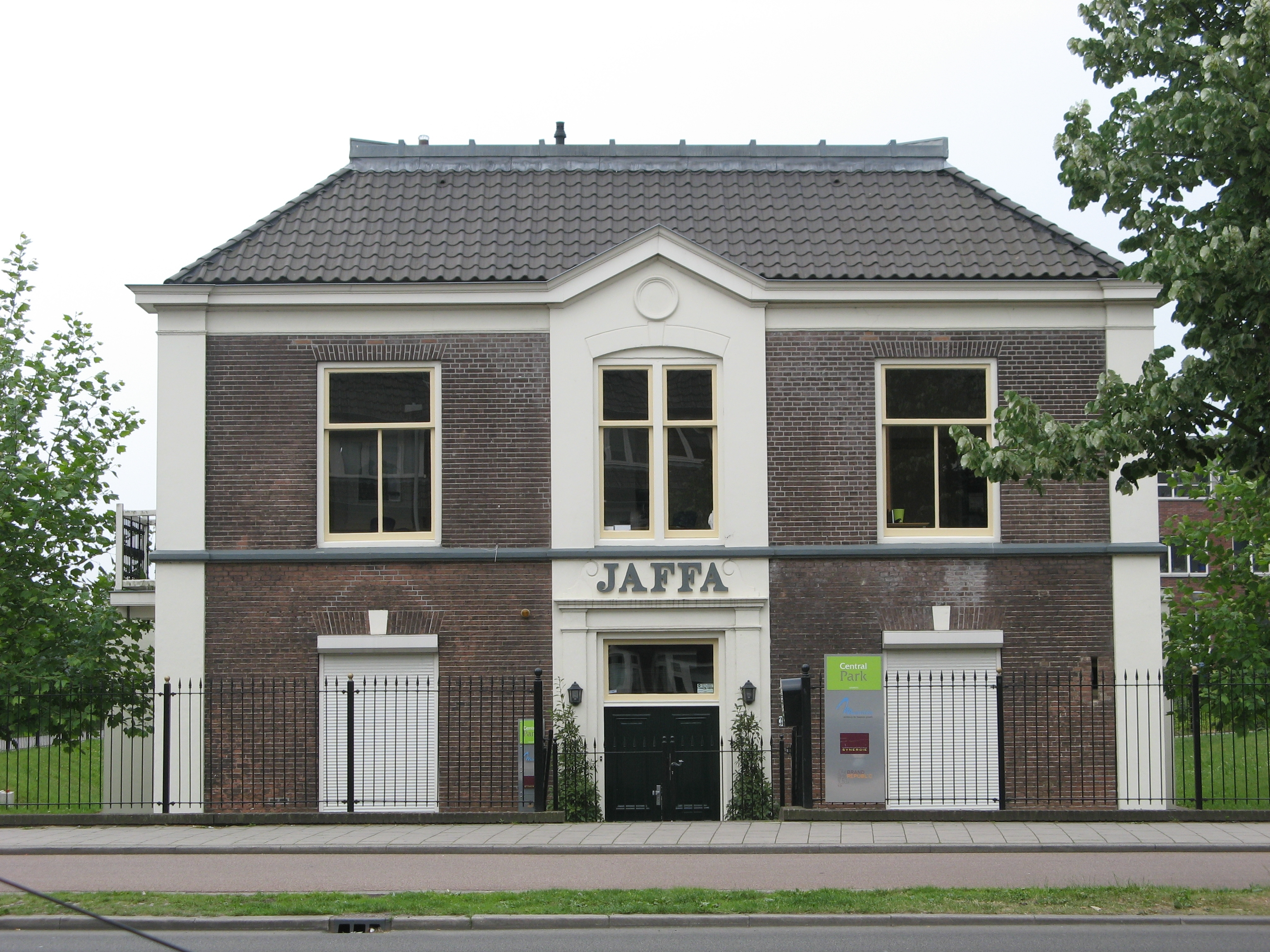
Villa Jaffa uit 1880, voormalige directeurswoning aan de Vleutenseweg
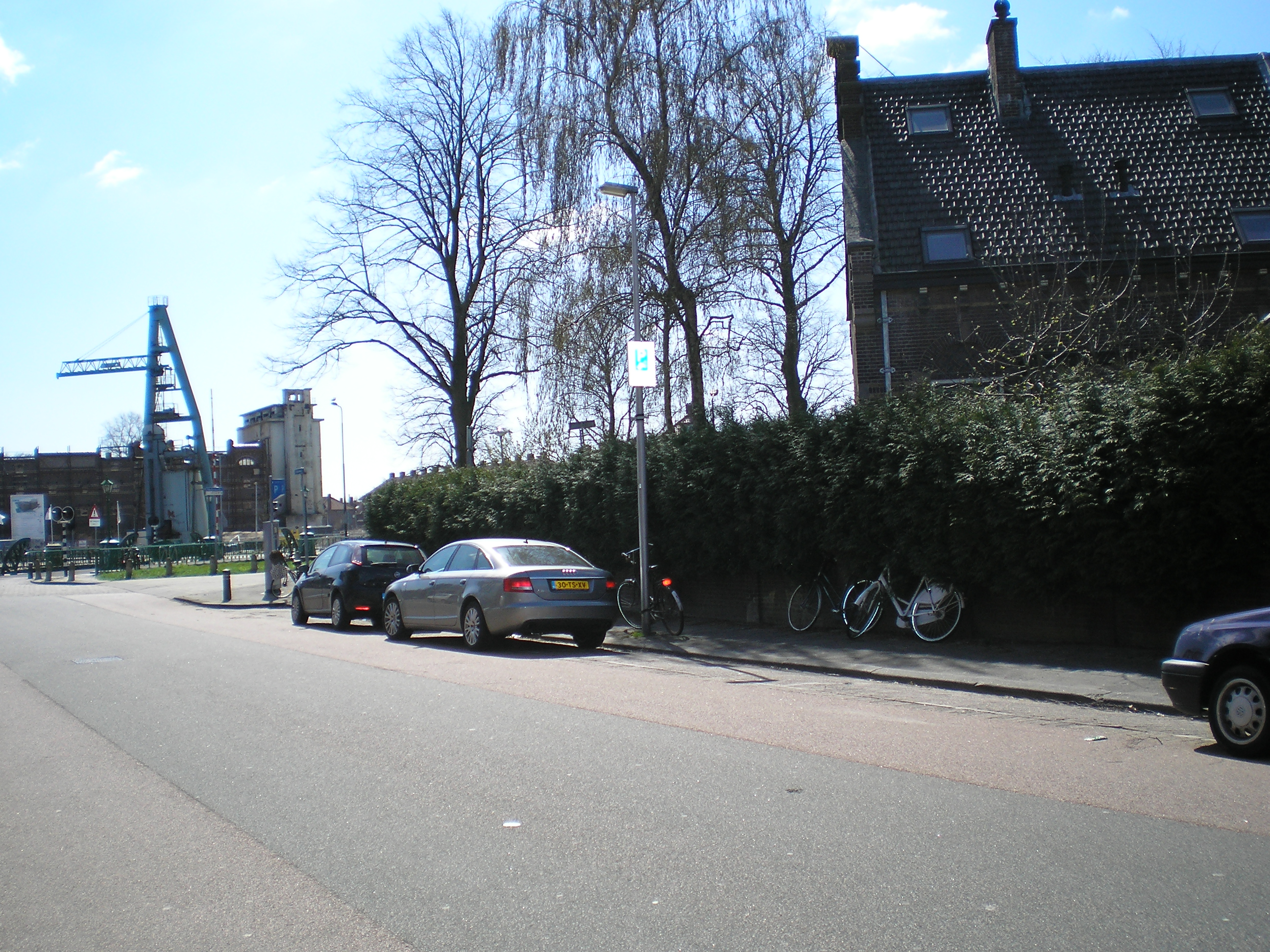
Muntsluisbrug aan het eind van de Groeneweg aan de Keulsekade (rijksmonument)